# 劇場版戰鬥陀螺 鋼鐵奇兵VS太陽 灼熱的侵略者
《劇場版爆旋陀螺 鋼鐵戰魂VS太陽 灼熱的侵略者》是一部於2010年8月21日上映的日本動畫電影，由杉島邦久和小高義規共同執導，長谷川勝己編劇，改編自漫畫家足立充史創作的漫畫系列《戰鬥陀螺 鋼鐵奇兵》。

## 劇情
在宇宙深處中巨大隕石阿多尼斯正向地球飛来。這時世界各處異常現象頻發。大海掀着反常的怒浪，有一群人坐着快艇乘風破浪来到古代神殿。他們在神殿中发现一個爆旋陀螺太陽火焰。“純白之心，带着天馬之翼打開新时代的大門……这是我們的祖國亞特蘭提斯所流傳下來的傳說，新的时刻已经到来。用它的力量建设烏托邦。”，一位神秘的少年希利奧斯遵从领袖霸基穆的指示從古代遺跡中拿出傳說中的陀螺「太陽火焰」並且拿起它讓所有的跟隨他的人立即跪拜在自己的面前。
另一方面，银河和他的好朋友們参加戰鬥陀螺大赛。可是希利奥斯突然出現並且認定銀河所有的戰鬥陀螺「銀河天馬」就是傳說的天馬之翼，他立即用太陽火焰将銀河和他的同伴們給擊败不久向他們展開宣戰之下就離去。银河為此震怒甚至不顧至好友小圓的勸阻下於是跟自己的同伴們前往希利奧斯所在的海上要塞「雅典衛城」再次跟他對戰。
但是，銀河一行人完全不知道有顆神秘的隕石「阿多尼斯」從遙遠的宇宙飛向地球。由於「阿多尼斯」的出現讓世界陸續出現異常的天氣狀態，銀河的父親流星在調查「太陽火焰」時發現它是毀滅亞特蘭提斯的罕見金屬山銅所製成的戰鬥陀螺，一旦「太陽火焰」的力量復活亞特蘭提斯，那麼地球將會引發天搖地動的災變！银河在戰鬥中明白希利奧斯想要實現復甦他的祖國的心願，而自己則是為了保護身旁的同伴與重要的人事物而戰，赫利俄斯打算要用毀掉他故國的戰鬥陀螺「太陽火焰」將亞特蘭蒂斯重興復甦的理由是為了什麼？而「太陽火焰」是為了什麼才會被創造出來於世？銀河和赫利俄斯的決鬥將會有甚麼變化？銀河一行人究竟是否能夠找到制止「太陽火焰」和「阿多尼斯」的方法來解除危機呢？

## 登場角色
- 金田晶 配音 鋼銀河
- 三瓶由布子 配音 角谷正宗
- 入野自由 配音 大鳥翼
- 名塚佳織 配音 天童遊
- 真堂圭 配音 天野圓
- 日野聰 配音 盾神京矢
- 三宅健太 配音 花輪弁慶
- 加藤英美里 配音 湯宮健太
- 前野智昭 配音 希利奧斯
- 玄田哲章 配音 霸基穆
- 速水獎 配音 鋼流星
- 井上麻里奈 配音 波佐間光
- 鄉田穗積 配音 北斗
- 柿原徹也 配音 冰魔
- 優希比呂 配音 深海流太郎
- 石田彰 配音 大池飛輪
- 藤原堅一 配音 渡蟹哲也
- 岡本信彦 配音 早乙女輝
- 杉山紀彰 配音 轉播員DJ
- 配音 陀螺戰士健
- 伊藤實華 配音 年幼的希利奧斯
- 菊池泉 配音 新聞主播
- 金光宣明、江口拓也、田尻浩章 配音 亞特蘭提斯的戰士士兵

## 製作人員
- 原作：足立充史《戰鬥陀螺 鋼鐵奇兵》（小學館《快樂快樂月刊》連載）
- 導演：杉島邦久、小高義規
- 劇本：長谷川勝己
- 人物設計：長森佳容
- 製作：《劇場版戰鬥陀螺 鋼鐵奇兵》委員會（d-rights、小學館、TAKARATOMY、Hudson Soft、東寶、東京電視台、小學館集英社製作、AT-X）
- 動畫製作：Synergy SP
- 發行商：東寶

## 主題曲
- Noa《SPINNING THE WORLD》

作詞：NARISU-K / 作曲：HIRO・KENNY

## 外部連結
- 官方网站（日語）